# Muhamed Konjić
Muhamed Konjić (Tuzla, BiH, 14. svibnja 1970.) je bivši bosanskohercegovački nogometaš te prvi kapetan reprezentacije BiH.

## Karijera

### Klupska karijera
Igrač je profesionalnu karijeru započeo 1989. godine u tuzlanskoj Slobodi. 1992. odlazi u Hrvatsku gdje je igrao za Belišće i Zagreb. Nakon toga je transferiran u švicarski FC Zürich za koji je nastupao u sezoni 1996./97.
Konjić ubrzo prelazi u francuski AS Monaco kojeg je tada trenirao Jean Tigana. Tamo se istaknuo u utakmici Lige prvaka protiv Manchester Uniteda na Old Traffordu.
Početkom 1999. braniča u Coventry City dovodi trener Gordon Strachan. Klub je tada igrao u Premier ligi a iznos igračeva transfera je iznosio 2 milijuna GBP. Konjić je zbog ozljeda često izbivao s terena tako da je do kraja sezone 2000./01. za klub odigrao svega 19 utakmica. Coventry je tada ispao u Championship ali Muhamed Konjić ga nije napustio. Zbog odličnih nastupa je bio ljubimac navijača kod kojih je imao nadimak Big Mo. Također, 2003. je dobio godišnju nagradu za najboljeg igrača kluba.
Završetkom sezone 2003./04. Konjić je prodan prvenstvenom rivalu Derby Countyju. Tamo su ozljede spriječile igračev napredak tako da je u sezoni 2005./06. imao samo jedan nastup za klub. Završetkom iste, pušten je iz Derbyja te se ubrzo nakon toga igrački umirovio.

### Reprezentativna karijera
Konjić je bio prvi kapetan reprezentacije BiH te je s njom igrao u prvoj službenoj utakmici protiv Albanije u Tirani 30. studenog 1995. Domaćin je u toj utakmici pobijedio s 2:0 a susret je odigran svega devet dana od zaključenja Daytonskog sporazuma kojim je završen rat u Bosni.
Od reprezentacije se oprostio 2006. te je do tog razdoblja skupio 39 nastupa te je za BiH zabio tri pogotka.

#### Pogoci za reprezentaciju
| #  | Datum               | Mjesto         | Protivnik   | Pogodak | Rezultat | Natjecanje                                |
| -- | ------------------- | -------------- | ----------- | ------- | -------- | ----------------------------------------- |
| 1. | 14. listopada 1998. | Vilnius, Litva | Litva       | 0 : 1   | 4 : 2    | kvalifikacije za EURO 00'                 |
| 2. | 29. ožujka 2000.    | Zenica, BiH    | Makedonija  | 1 : 0   | 1 : 0    | prijateljska utakmica                     |
| 3. | 7. listopada 2001.  | Zenica, BiH    | Lihtenštajn | 1 : 0   | 5 : 0    | kvalifikacije za SP u Koreji i Japanu 02' |

## Zanimljivosti
Konjić je tijekom rata u Bosni proveo osam mjeseci na ratištu u sastavu Armije BiH. Nakon što je otpušten iz vojske trenirao je nogomet na ulicama kada je postojala opasnost da poginu tijekom neprijateljskog gađanja topovima.

## Vanjske poveznice
- Statistika igrača na Soccerbase.com  Arhivirana inačica izvorne stranice od 23. svibnja 2006. (Wayback Machine)
- National Football Teams.com